# Prudence et Justice avec six sages antiques

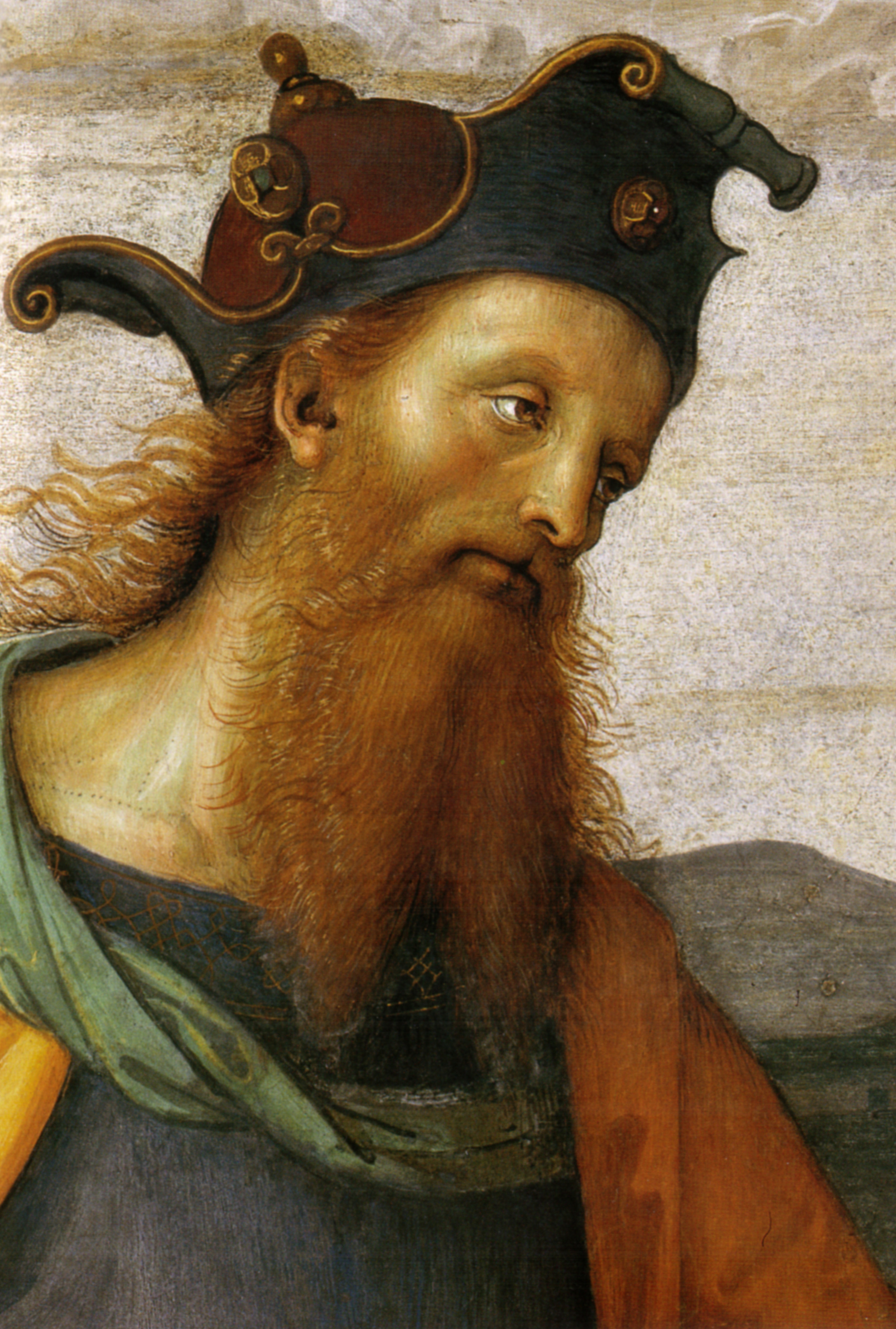
Pittacos de Mytilène, détail.

Prudence et Justice avec six sages antiques est une peinture du Pérugin, une fresque (293 × 418 cm) datant de 1497 - 1500, conservé dans la Sala delle Udienze del Collegio del Cambio à Pérouse  (Italie).

## Histoire
L'Arte del Cambio avait reçu l'autorisation de s'établir dans des locaux à l'extrémité du palazzo dei Priori à partir 1452. Jusqu'en 1457 eurent lieu les travaux d'architecture et de fonctionnalité des pièces.
En 1496 fut prise la décision de faire décorer par Le Pérugin la Sala delle Udienze, endroit où avaient lieu les réunions et centre des activités commerciales de la corporation.
Le choix du Pérugin était motivé par le fait que l'artiste était à ce moment-là parmi les plus demandés d'Italie, responsable d'un atelier à Florence et d'un autre à Pérouse et présent en ville quand il réalisa le polyptyque de saint Pierre.
Le contrat fut signé le 26 janvier 1496, Le Pérugin travailla surtout en 1498 et termina le cycle en 1500.

## Thème
Le thème du cycle est la concordance entre le savoir païen et le savoir chrétien, élaboré par l'humaniste Francesco Maturanzio.
Parmi les sources iconographiques qui inspirèrent le peintre, figure  plusieurs « hommes illustres » de la Sala dei Gigli du Palazzo Vecchio à Florence, œuvre de Domenico Ghirlandaio (1481-1485) ainsi que les fresques de Palazzo Trinci à Foligno.

## Description
La Prudence et Justice avec six sages antiques est réalisé selon les règles de la symétrie. 
Les deux Vertus sont assises sur des nuages, avec leurs attributs respectifs, avec sur les côtés des putti qui tiennent des phylactères.
Les six sages sont remarquables par la richesse des décorations et le détail de leurs apparats très élaborés. 
De gauche à droite on distingue : Sur le bas, de gauche à droite avec les noms écrits en bas figurent : Quintus Fabius Maximus Verrucosus, Socrate, Numa Pompilius, Marcus Furius Camillus, Pittacos de Mytilène et Trajan.
Leurs noms sont inscrits à leurs pieds.

## Analyse
Le Pérugin a créé un contraste entre le premier plan où les personnages posent les pieds et l'arrière-plan où l'horizon se perd dans le lointain dans une lumière claire. Les personnages ont des allures tranquilles, soignées et élégantes. Leurs ombres sont nettement visibles sur le sol comme si la lumière provenait de la gauche. L'emploi de glacis rend efficacement l'effet de profondeur et d'éloignement de l’horizon.
Avec le panneau de Force et Tempérance avec six héros antiques celui de la Prudence et Justice avec six sages antiques témoigne de l'apogée atteint dans le classicisme par l'artiste, à travers un modelé souple et une palette riche et brillante.